# Lindstrom, Minnesota
Lindstrom là một thành phố thuộc quận Chisago, tiểu bang Minnesota, Hoa Kỳ. Năm 2010, dân số của thành phố này là 4442 người.

## Dân số
- Dân số năm 2000: 3015 người.
- Dân số năm 2010: 4442 người.